# Isaac Hayes

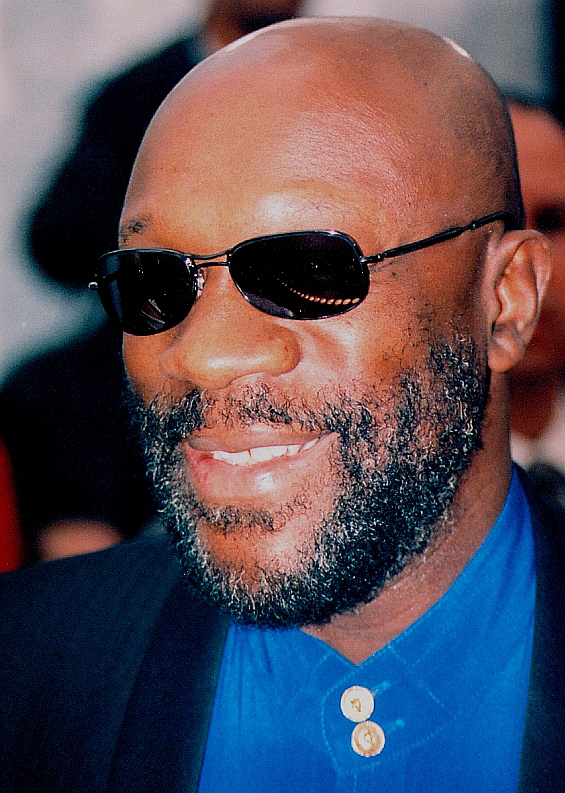
Isaac Hayes (1998)

Isaac Lee Hayes, Jr. (* 20. August 1942 in Covington, Tennessee; † 10. August 2008 in Memphis, Tennessee) war ein US-amerikanischer Soulmusiker, Komponist und Schauspieler. Im Jahr 2002 wurde er in die Rock and Roll Hall of Fame aufgenommen. Mit seiner markanten Bassbariton-Stimme und seinem Sprechgesang war der Soulsänger ein Vorläufer des Rap und Hip-Hop. Er unterstützte mit demonstrativen Bekenntnissen für die schwarzen Bürgerrechtler das Selbstbewusstsein der afroamerikanischen Bevölkerung in den USA und wurde dadurch als „Black Moses“ berühmt.

## Leben

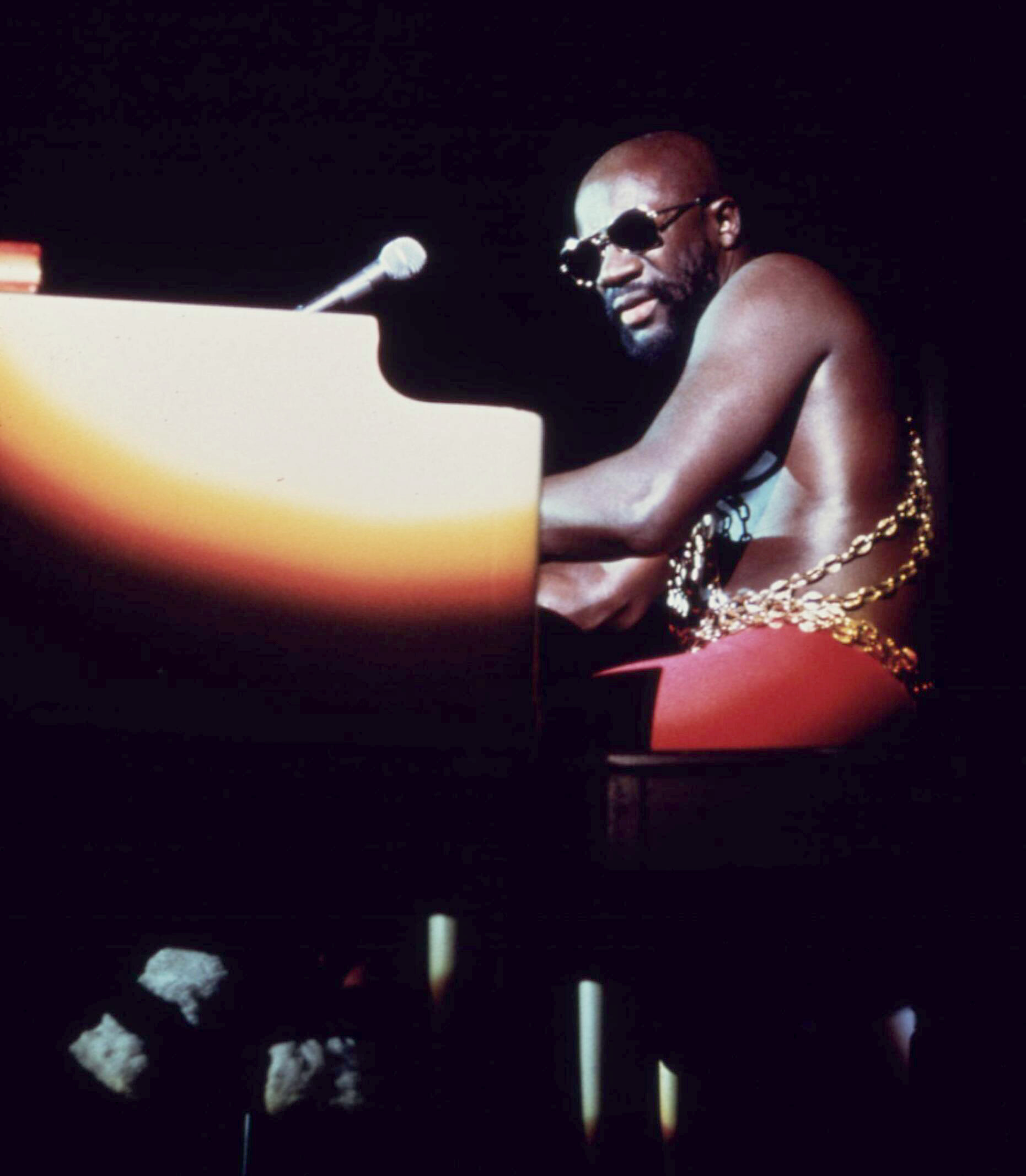
Isaac Hayes (1973)

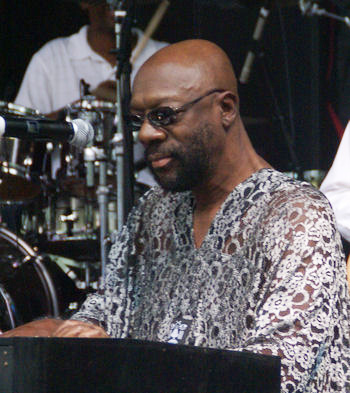
Isaac Hayes (2007)

Hayes' Mutter starb früh, sein Vater ging weg und überließ die Erziehung den Großeltern. Neben seinem Schulbesuch arbeitete Hayes mit elf Jahren als Pflücker in den Baumwollfeldern und später als Schuhputzer auf der Beale Street von Memphis. Er sang in einem Gospelchor, lernte im Schulorchester Saxophon und begann mit Tanzkapellen und einer Doo-Wop-Gruppe in Kneipen aufzutreten. Nachdem er sich eigenständig auch Piano und Orgel beigebracht hatte, spielte Hayes in jungen Jahren in etlichen Bands und gewann mehrere Talentwettbewerbe. Er brauchte dennoch vier Versuche, bis ihn 1964 endlich die Plattenfirma Stax Records in Memphis als Ersatz-Keyboarder bei dem Instrumentalstück „Frog Stomp“ bei der Stax-Hausband Booker T. & the M.G.’s einstellte. Danach stieg er schnell zum erfolgreichsten Komponisten und Produzenten des Labels auf. Mit Booker T. & the M.G.’s spielte er neben zahlreichen Soulgrößen wie Otis Redding, Wilson Pickett und Carla Thomas, wandte sich dann aber mehr und mehr eigenen Kompositionen zu und ging mit David Porter eine enge Zusammenarbeit ein. Sie komponierten zahlreiche Songs, darunter etliche Hits wie Soul Man, When Something Is Wrong with My Baby und Hold On, I’m Coming für Sam & Dave und Carla Thomas.
Diese Erfolge ermutigten Hayes zu einer Solokarriere. 1967 veröffentlichte er sein erstes Soloalbum Presenting Isaac Hayes; den kommerziellen Durchbruch schaffte aber erst das 1969 erschienene Album Hot Buttered Soul. Es war eine triumphale Rückkehr aus einer einjährigen Zeit der Trauer und Depression wegen des Attentats auf Martin Luther King, mit dem er sich noch an dessen Todestag verabredet hatte. Das Album trug mit seinen komplexen, elegant orchestrierten Arrangements maßgeblich zur Entstehung eines neuen Soul-Sounds bei und änderte den Memphis-Soul grundlegend. Auf der Bühne verkörperte er stets mit seinem glattrasierten Kopf, Bart, Sonnenbrille, Goldketten und einer exzentrischen Bekleidung schwarzes Selbstbewusstsein, das später auch das positive Vorbild des Detektivs „Shaft“ im gleichnamigen Film vermittelte. Hayes wurde zu einem Idol, das beispielhaft für James Browns Botschaft war: „I’m black and I’m proud“.
1971 gelang ihm der weltweite Durchbruch mit dem Titelsong zu dem Blaxploitation-Film Shaft. Er gewann den Oscar, den Golden Globe, zwei Grammys, den NAACP Award und den Edison Award. Das Soundtrackalbum erreichte Platin-Status, was einem afroamerikanischen Künstler noch nie zuvor gelungen war. In Erinnerung an die Unruhen in Watts als auch an das Woodstock-Festival organisierte Stax Records im August 1972 mit seinen Musikern das Musikfestival Wattstax von Schwarzen für Schwarze. Der Höhepunkt des Open-Air-Konzertes war der Auftritt von Hayes. Mit einer Limousine und einer Eskorte von Motorrädern fuhr er in das Stadion ein und eröffnete mit dem Theme-Song von Shaft. Dabei entblößte er seinen Oberkörper, und unter großem Jubel kamen goldene Ketten als Symbol der Befreiung der Schwarzen von der Vorherrschaft der Weißen zum Vorschein. Zugleich spielte er damit auch auf sein Image als Sexsymbol an.
Nachdem er sich 1975 von Stax Records getrennt hatte, blieb er weiterhin erfolgreich, auch durch seine Zusammenarbeit mit etlichen Künstlern wie zum Beispiel mit Dionne Warwick. Auf den Alben „Chocolate Chip“ (1975) und „New Horizon“ (1977) entwickelte er eine Stilmischung aus Disco, Funk und Soul. 1977 ging seine Plattenfirma Stax in den Konkurs. Dadurch verlor er nicht nur einen Teil seines Vermögens, sondern auch alle seine Urheberrechte an seinen Kompositionen. Hayes war daher gezwungen, als Schauspieler in Krimiserien aufzutreten.
Er wirkte in Nebenrollen in Fernsehserien wie Detektiv Rockford – Anruf genügt, Hunter, Das A-Team und Miami Vice mit. Daneben sah man ihn aber auch in Spielfilmen wie Die Klapperschlange (1981) von John Carpenter, in Truck Turner oder 1993 in Robin Hood – Helden in Strumpfhosen. In der US-Serie South Park lieh er der Figur des Chefkochs seine Stimme. Die Popularität der Zeichentrickserie verschaffte Hayes im Dezember 1998 durch die Singleauskopplung des Lieds Chocolate Salty Balls (P. S. I Love You) unter dem Namen dieser Figur (Chef) einen ersten Platz in den UK-Charts. 2001 spielte er beim Album Songs in A Minor des R&B-Stars Alicia Keys Fender Rhodes und arrangierte die Streicher- und Flöten-Passagen.
Isaac Hayes war zeitlebens ein politischer Mensch, der sich für die Bürgerrechte der Schwarzen einsetzte. Er beteiligte sich an den Protestmärschen von Martin Luther King Jr., am Millionen-Mann-Marsch und engagierte sich in Memphis aktiv gegen Übergriffe der weißen Polizei und für schwarze Sozialprogramme.
Aufgrund seines sozialen Engagements wurde er 1992 ehrenhalber zum König (Nene) Katey Ocansey des ghanaischen Ada-Distriktes gekrönt.
Er trat der Church of Scientology bei.
Im März 2006 kündigte Hayes seine Arbeit für die Fernsehserie South Park, nachdem Scientology in einer Folge der Serie stark kritisiert worden war. Nach eigenen Angaben war der Grund für das Verlassen der Serie jedoch ein kurz zuvor erlittener Schlaganfall. Einer der beiden Produzenten der Sendung, Matt Stone, sagte gegenüber Associated Press: „Dies hat hundertprozentig etwas mit seinem Glauben an Scientology zu tun... Er hat kein Problem damit, dass sich unsere Sendung über Christen, Moslems, Mormonen und Juden lustig macht – und hat jede Menge Schecks dafür kassiert.“ Weiter behauptete Stone: „Hayes will einen anderen Standard für Religionen, die nicht seine sind, und das ist für mich der Punkt, wo Intoleranz und Fanatismus beginnen.“ Der zweite Produzent von South Park, Trey Parker, hatte bereits vorher schon erklärt, dass Hayes der einzige Grund gewesen sei, warum Scientology nicht schon früher das Thema einer South-Park-Episode gewesen sei. Er sagte: „Um ehrlich zu sein, was uns davon abgehalten hat, es schon früher zu tun, war Isaac Hayes. Wir wussten, dass er ein Scientologe war und er ist ein toller Typ. Wir meinten daher: ‚Wir sollten das erstmal vermeiden.‘“ Den Ausschlag dafür, die betreffende Episode doch zu drehen, gab angeblich ein gegenüber dem Komödianten Penn Jillette verhängtes Verbot, in seiner Kabelfernsehsendung Penn & Teller: Bullshit! Witze über die umstrittene Religion zu reißen. Sein Sohn Isaac Hayes III hat bei X gesagt, dass ausschließlich sein Schlaganfall der Grund für das Ausscheiden bei South Park gewesen ist und ein anderes Mitglied von Scientology sein Engagement letztendlich gekündigt hat.
Hayes war einer der erfolgreichsten DJs des New Yorker Radiosenders Kiss FM. Weiterhin arbeitete er an Werbejingles für Pepsi und Burger King.
Am 10. August 2008 starb Isaac Hayes knapp zwei Wochen vor seinem 66. Geburtstag in seinem Haus in Memphis an einem Schlaganfall. Hayes war vier Mal verheiratet und hinterlässt seine vierte Frau Adjowa, mit der er seit 2005 verheiratet war, mit ihrem gemeinsamen Sohn sowie elf weitere Kinder.

## Auszeichnungen
- Oscar (Academy Awards)
1972: Bester Song für Theme from „Shaft“
1972: Beste Filmmusik für Shaft (Nominierung)
- Grammy Award
1972: Bestes Instrumentalarrangement für Theme from „Shaft“ (arrangiert von Johnny Allen)
1972: Beste Originalmusik geschrieben für einen Film oder ein Fernsehspecial für Shaft
1973: Beste Instrumentaldarbietung – Pop für Black Moses

Der Rolling Stone listete Hayes gemeinsam mit David Porter auf Rang 75 der 100 größten Songwriter aller Zeiten.

## Diskografie
Studioalben

| Jahr | Titel                     | Höchstplatzierung, Gesamtwochen, AuszeichnungChartplatzierungen (Jahr, Titel, Platzierungen, Wochen, Auszeichnungen, Anmerkungen) | Höchstplatzierung, Gesamtwochen, AuszeichnungChartplatzierungen (Jahr, Titel, Platzierungen, Wochen, Auszeichnungen, Anmerkungen) | Höchstplatzierung, Gesamtwochen, AuszeichnungChartplatzierungen (Jahr, Titel, Platzierungen, Wochen, Auszeichnungen, Anmerkungen) | Höchstplatzierung, Gesamtwochen, AuszeichnungChartplatzierungen (Jahr, Titel, Platzierungen, Wochen, Auszeichnungen, Anmerkungen) | Anmerkungen |
| Jahr | Titel                     | DE | CH | UK | US | Anmerkungen |
| ---- | ------------------------- | --- | --- | --- | --- | --- |
| 1968 | Presenting Isaac Hayes    | — | — | — | US102 (12 Wo.)US | Erstveröffentlichung: März 1968 Charteinstieg erst 1972 bei der Wiederveröffentlichung unter dem Titel "In The Beginning" |
| 1969 | Hot Buttered Soul         | — | — | — | US8 Gold · (81 Wo.)US | Erstveröffentlichung: Juni 1969 Platz 373 der Rolling-Stone-500                                                           |
| 1970 | The Isaac Hayes Movement  | — | — | — | US8 (75 Wo.)US | Erstveröffentlichung: April 1970                                                                                          |
| 1970 | To Be Continued           | — | — | — | US11 (56 Wo.)US | Erstveröffentlichung: 28. November 1970                                                                                   |
| 1971 | Black Moses               | — | — | UK38 (1 Wo.)UK | US10 (34 Wo.)US | Erstveröffentlichung: 1. November 1971                                                                                    |
| 1973 | Joy                       | — | — | — | US16 Gold · (27 Wo.)US | Erstveröffentlichung: Oktober 1973                                                                                        |
| 1975 | Chocolate Chip            | — | — | — | US18 Gold · (19 Wo.)US | Erstveröffentlichung: Juni 1975                                                                                           |
| 1975 | Disco Connection          | — | — | — | US85 (17 Wo.)US | Erstveröffentlichung: 1975 als Isaac Hayes Movement Instrumentalalbum                                                     |
| 1976 | Groove-a-Thon             | — | — | — | US45 (12 Wo.)US | Erstveröffentlichung: 1976                                                                                                |
| 1976 | Juicy Fruit (Disco Freak) | — | — | — | US124 (7 Wo.)US | Erstveröffentlichung: 1976                                                                                                |
| 1977 | New Horizon               | — | — | — | US78 (12 Wo.)US | Erstveröffentlichung: 1977                                                                                                |
| 1978 | For the Sake of Love      | — | — | — | US75 (18 Wo.)US | Erstveröffentlichung: 1978                                                                                                |
| 1978 | Hotbed                    | — | — | — | — | Erstveröffentlichung: 1978                                                                                                |
| 1979 | Don’t Let Go              | — | — | — | US39 Gold · (30 Wo.)US | Erstveröffentlichung: 1979                                                                                                |
| 1979 | Royal Rappin’s            | — | — | — | US80 (19 Wo.)US | Erstveröffentlichung: 1979 mit Millie Jackson                                                                             |
| 1980 | And Once Again            | — | — | — | US59 (15 Wo.)US | Erstveröffentlichung: 1980                                                                                                |
| 1981 | Lifetime Thing            | — | — | — | — | Erstveröffentlichung: 1981                                                                                                |
| 1986 | U-Turn                    | — | — | — | — | Erstveröffentlichung: 1986                                                                                                |
| 1988 | Love Attack               | — | — | — | — | Erstveröffentlichung: 20. September 1988                                                                                  |
| 1995 | Raw & Refined             | — | — | — | — | Erstveröffentlichung: 23. Mai 1995 als Isaac Hayes Movement Instrumentalalbum                                             |
| 1995 | Branded                   | — | — | — | — | Erstveröffentlichung: 23. Mai 1995                                                                                        |

grau schraffiert: keine Chartdaten aus diesem Jahr verfügbar

## Dokumentationen
- Dream – Isaac Hayes. Dokumentation, 2008, ca. 12 Min., Produktion: arte, Inhaltsangabe von arte
- Wattstax. (30th Anniversary Special Edition), Musikdokumentation, USA, 2004, 103 Min., Regie: Mel Stuart, 2 DVDs, Vertrieb: Warner Home Video, Film-Webseite

## Filmografie (Auswahl)
- 1973: Zwei Fäuste des Himmels (Uomini duri)
- 1974: Chicago Poker (Truck Turner)
- 1976–1977: Detektiv Rockford – Anruf genügt (Fernsehserie, 3 Episoden)
- 1981: Die Klapperschlange (John Carpenter’s Escape from New York)
- 1985: A-Team (Fernsehserie, Staffel 4, Episode 6: Hinter Gittern)
- 1987: Miami Vice (Fernsehserie, Staffel 4, Episode 5: Die Killer)
- 1988: Ghettobusters (I'm Gonna Git You Sucka)
- 1993: Robin Hood – Helden in Strumpfhosen (Robin Hood: Men in Tights)
- 1994: Geschichten aus der Gruft (Fernsehserie, Staffel 6, Episode 5: Blinde Rache)
- 1994: 2 Millionen Dollar Trinkgeld (It Could Happen to You)
- 1995: Der Prinz von Bel-Air (Fernsehserie, Staffel 5, Episode 18: Hochzeitspläne in Bel-Air)
- 1996: Flucht aus L.A. (John Carpenter’s Escape from L.A.)
- 1996: Once Upon a Time... When We Were Colored
- 1996: Uncle Sam – I Want You Dead (Uncle Sam)
- 1997: Six Ways to Sunday
- 1997–2006: South Park (Fernsehserie – Sprechrolle)
- 1998: Blues Brothers 2000
- 1999: South Park – Der Film (South Park: Bigger Longer & Uncut – Sprechrolle)
- 1999: Ninth Street
- 2000: Shaft – Noch Fragen? (Shaft)
- 2000: Wild Christmas (Raindeer Games)
- 2003: Das Todesbuch (Fernsehfilm, Book of Days)
- 2005: Stargate – Kommando SG-1 (Stargate – SG-1, 3 Episoden)
- 2005: Hustle and Flow
- 2008: Soul Men
- 2008: Kill Switch
- 2008: Return to Sleepaway Camp

## Schriften
- mit Susan DiSesa: Cooking with Heart & Soul. Putnam, New York 2000, ISBN 978-0-399-14656-5 (Kochbuch mit autobiographischen Daten).